# Halifax Mooseheads
Halifax Mooseheads är ett kanadensiskt proffsjuniorishockeylag som spelar i Ligue de hockey junior majeur du Québec (LHJMQ) sedan 1994, när de grundades av Kanadas äldsta oberoende bryggeri Moosehead Brewery. Laget spelar sina hemmamatcher i Scotiabank Centre, som har en publikkapacitet på 10 595 åskådare vid ishockeyarrangemang, i Halifax i Nova Scotia. De ägs i majoritet av den före detta ishockeyspelaren Bobby Smith som gjorde över 1 000 poäng i den nordamerikanska ishockeyligan National Hockey League (NHL) mellan 1978 och 1993. Mooseheads vann Trophée Jean Rougeau, som delas ut till det lag som vinner grundserien, Coupe du Président, som delas ut till vinnaren av slutspelet, och Memorial Cup, CHL:s slutspel mellan säsongens mästare i LHJMQ, OHL och WHL samt ett värdlag, för säsongen 2012–2013.
Laget har fostrat spelare som Ramzi Abid, Andrew Bodnarchuk, Joe DiPenta, Jonathan Drouin, Nikolaj Ehlers, Martin Frk, Jean-Sébastien Giguère, Alexandre Grenier, Nico Hischier, Milan Jurčina, Pascal Leclaire, Joey MacDonald, Nathan MacKinnon, Brad Marchand, Timo Meier, Ladislav Nagy, Alexandre Picard, Giulio Scandella, Jody Shelley, Alex Tanguay, Jakub Voráček, MacKenzie Weegar och Filip Zadina.